# Yane Marques

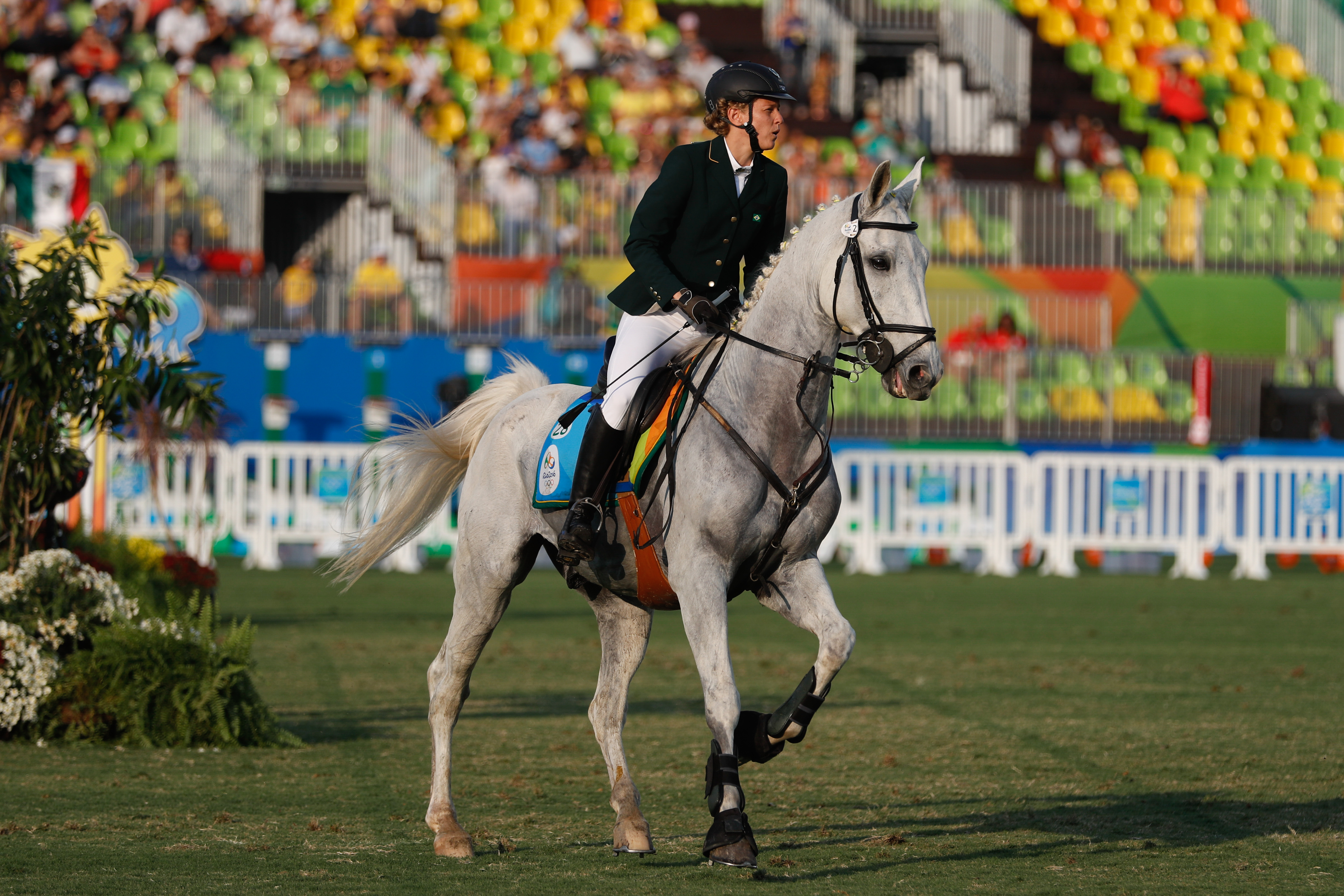
Yane na prova olímpica de hipismo na Rio 2016.

Yane Márcia Campos da Fonseca Marques (Afogados da Ingazeira, 7 de janeiro de 1984) é uma pentatleta brasileira, bicampeã em Jogos Pan-Americanos e única detentora de medalha olímpica do pentatlo moderno na América Latina.
Campeã mundial militar por equipes em 2011, Yane é terceiro-sargento do Exército Brasileiro pela Comissão de Desportos do Exército no Rio de Janeiro (CDE-RJ). Também integra o Time Brasil, além de ser vice presidente do Comitê Olímpico Brasileiro (COB).

## Carreira
Nascida no Sertão de Pernambuco, caçula de quatro irmãos, mudou-se para Recife aos onze anos de idade. Começou a carreira esportiva na natação no Clube Náutico Capibaribe, chegando a competir com a futura nadadora olímpica Joanna Maranhão. Em 2003, foi convidada para uma competição de biatlo, combinação de natação e corrida, organizada pela recém-fundada
Federação de Pentatlo do Recife (braço pernambucano da Confederação Brasileira de Pentatlo Moderno, criada dois anos antes). Tendo vencido, foi convidada por um dos fundadores, o militar Alexandre França, a praticar o pentatlo moderno. Logo descobriu sua vocação para o pentatlo, na primeira competição que participou já foi campeã de uma etapa do campeonato nacional, em Porto Alegre.
Em 2004 e 2006 venceu o Campeonato sul-americano e, em 2007, conquistou a medalha de ouro nos Jogos Pan-Americanos, ambos realizados no Rio de Janeiro. Esse último fato a tornou conhecida nacionalmente, devido ao feito alcançado ser em um esporte pouco conhecido pelo público brasileiro. Participou dos Jogos Olímpicos de Pequim 2008, onde ficou em 18º lugar geral. Suas colocações nas cinco provas foram: 14ª lugar na esgrima, sexta na natação, 33ª no hipismo (devido a um cavalo que refugou),sétima no tiro e 24ª na corrida.
Em 2009 passou a fazer parte das Forças Armadas e ter o apoio do exército para os treinamentos e em 2011 atingiu a terceira colocação no ranking mundial, a melhor posição já conquistada até então por uma atleta sul-americana no esporte. Esteve nos Jogos Pan-Americanos de Guadalajara 2011, onde obteve a medalha de prata. Yane reclamou da estrutura montada para as provas, classificando-a como "terrível".

### Londres 2012
Participando do pentatlo moderno nos Jogos Olímpicos de Londres 2012, Yane ficou em sexto lugar na esgrima, com 21 vitórias e 14 derrotas. Na natação, também ficou em sexto lugar com o tempo de 2m12s39, subindo para a segunda colocação geral. Na terceira prova, de hipismo, Yane ficou em nono lugar, e assumiu o primeiro lugar geral junto com a lituana Laura Asadauskaitė, líder do ranking mundial.
Na última prova, o combinado de corrida e tiro esportivo, foi a primeira atleta a acertar os tiros e partir para a corrida, modalidade na qual acabou perdendo duas posições, para Asadauskaite e para a número 7 do ranking mundial e atleta da casa Samantha Murray, terminando a disputa na terceira colocação, e ganhando a medalha de bronze. Foi a primeira latino-americana a ganhar medalha no pentatlo moderno na história dos Jogos Olímpicos; fora da Europa, apenas os Estados Unidos, a China e o Cazaquistão (país ex-integrante da União Soviética) tinham alguma medalha neste esporte, que tem como nações mais vitoriosas a Hungria e a Suécia. Após os Jogos, passou a ser a número 2 do mundo no ranking da  União Internacional de Pentatlo Moderno (UIPM), atrás somente de Asadauskaite.

### Pós-Londres
Em 15 de junho de 2013, ela foi campeã da Copa Kremlin, disputada na Rússia, onde derrotou as duas últimas campeãs olímpicas, Laura Asadauskaite, da Lituânia (Londres 2012) e Lena Schöneborn, da Alemanha (Pequim 2008).
Em 24 de agosto conquistou a medalha de prata no Campeonato Mundial de Pentatlo Moderno, disputado na cidade de Kaohsiung, em Taiwan. Esta foi a primeira medalha de prata do Brasil na história da competição. Em outubro do mesmo ano, conquistou o bronze no Campeão dos Campeões de Pentatlo Moderno, torneio disputado pela elite de atletas do esporte, no Qatar. Encerrou o ano na 4ª posição do ranking feminino da UIPM.
Iniciou o ano de 2014 com a vitória e a medalha de ouro nos Jogos Sul-Americanos, disputados no Chile, na primeira vez que participou desta competição. Foi novamente medalha de ouro do Campeonato Pan-americano na Cidade do México e no Campeonato Mundial em Varsóvia, em setembro, ficou em 14º lugar encerrando o ano na décima posição do ranking da União Internacional de Pentatlo Moderno.
Em 2015, Yane voltou ao pódio do Campeonato Mundial, conquistando a medalha de bronze em Berlim e tornou-se bicampeã dos Jogos Pan-Americanos ao vencer em Toronto 2015. Nesta competição, ela quebrou o recorde mundial da esgrima para o pentatlo moderno, com 18 vitórias e três derrotas, um total de 277 pontos e aproveitamento de 85%, superando o recorde mundial percentual da campeã mundial em Berlim um mês antes, Lena Schöneborn.
Em 31 de julho de 2016, através de uma votação popular realizada na Internet e anunciada pelo presidente do Comitê Olímpico Brasileiro no programa de televisão Fantástico, Yane foi escolhida para ser a porta-bandeira da delegação brasileira na cerimônia de abertura dos Jogos. Na Rio 2016, ficou apenas em 22º lugar, com um total de 1269 pontos.
Em 2017, Yane reduziu o ritmo da carreira e aceitou o convite para assumir a Secretaria Executiva de Esportes de Recife.

## Vida pessoal
Yane Marques é formada em educação física pela UNINASSAU, e trabalha na prefeitura de Recife, sendo durante seis anos secretária executiva de esportes antes de ser remanejada para secretária-executiva de Esportes Educacionais na Secretaria de Educação. Tem uma filha, nascida em 2019.

## Principais resultados
2015

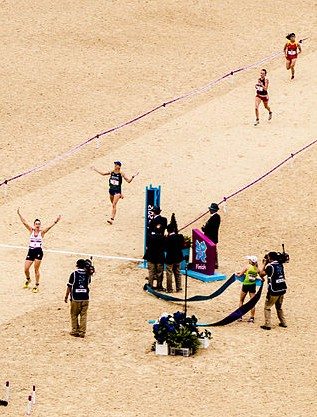
Londres 2012: Murray (prata) cruza a linha de chegada; Yane (bronze) comemora logo atrás; Asadauskaitė (ouro) observa à direita.

 – Jogos Pan-americanos – individual – Toronto
 – Campeonato Mundial – individual – Berlim
2014
 – Campeonato Pan-americano – individual – Cidade do México
 – Jogos Sul-Americanos – individual – Santiago do Chile
2013
 – Copa Kremlin – individual – Moscou
 – Campeonato Mundial – individual – Kaohsiung
 – Torneio Campeão dos Campeões – individual – Doha
2012
 – Campeonato Francês – individual – Paris
 – Campeonato Pan-americano – individual – Buenos Aires
 – Campeonato Pan-americano – equipe – Buenos Aires
 – Jogos Olímpicos – individual – Londres
 – Copa do Mundo – individual – Chengdu
2011
 – Jogos Mundiais Militares – equipe – Rio de Janeiro
 – Jogos Pan-americanos – individual – Guadalajara
 – Jogos Mundiais Militares – individual – Rio de Janeiro
 – Jogos Mundiais Militares – equipe mista – Rio de Janeiro
2010
 – Campeonato Pan-americano – individual – Rio de Janeiro
2009
 – Campeonato Pan-americano – individual – Buenos Aires
 – Copa do Mundo – individual – Rio de Janeiro
2007
 –  Jogos Pan-americanos – individual – Rio de Janeiro
 – Campeonato Pan-americano – individual – Rio de Janeiro